# Monbijoupark

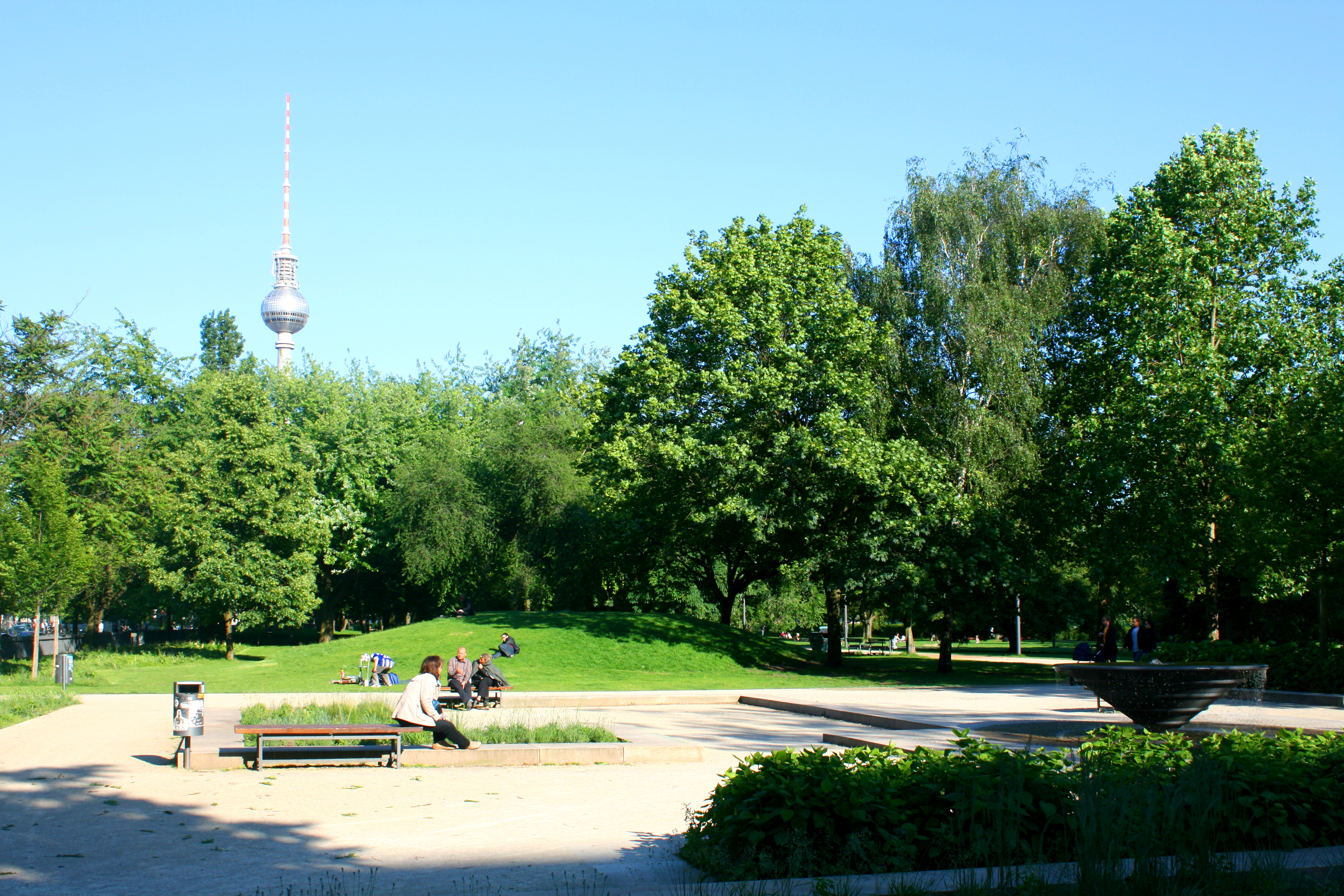
Monbijoupark

Monbijoupark är en omkring fyra hektar stor park i stadsdelen Mitte i Berlin, belägen norr om floden Spree. Den har sitt namn efter slottet Monbijou som från början av 1700-talet fram till andra världskriget stod på platsen. Parken avgränsas i väster av Monbijoustrasse, i norr av Oranienburger Strasse och i öster av Monbijouplatz, samt i sydost av stadsbanans järnvägsviadukt. Parken ligger i ett populärt utelivs- och flanörstråk i Berlin och är välbesökt under sommarsäsongen.

## Historia
Schloss Monbijou uppfördes här i början av 1700-talet på platsen för ett äldre kurfurstligt gods. Under Weimarrepubliken inrymde slottet Hohenzollernmuseet, där bland annat Preussens riksregalier fanns utställda. Slottet bombskadades svårt under andra världskriget och de östtyska myndigheterna beslöt efter kriget att riva resterna, på samma sätt som gjordes med det närbelägna Berlins stadsslott. Slottsparken gjordes om till en allmän park, invigd 1962, som bland annat inrymde ett utomhusbad för barn. Parken och badet har efter Tysklands återförening genomgått en omfattande upprustning. 2006 återinvigdes Monbijoubrücke som sammanbinder parken med Bodemuseum på Museumsinsel, och en bred strandpromenad utefter flodstranden skapades.